# Гудовских, Иван Лаврентьевич
Ива́н Лавре́нтьевич Гудо́вских (20 марта 1922, Евдокимово, Вятская губерния — 10 ноября 1943, Каневский район, Киевская область) — красноармеец Рабоче-крестьянской Красной Армии, участник Великой Отечественной войны, Герой Советского Союза (1944).

## Биография
Иван Гудовских родился 20 марта 1922 года в деревне Евдокимово (ныне — Афанасьевский район Кировской области) в крестьянской семье. Окончил шесть классов школы, после чего работал в колхозе. В 1941 году Гудовских был призван на службу в Рабоче-крестьянскую Красную Армию. С сентября 1942 года — на фронтах Великой Отечественной войны. К сентябрю 1943 года красноармеец Иван Гудовских был стрелком 35-го стрелкового полка 30-й стрелковой дивизии 47-й армии Воронежского фронта. Отличился во время битвы за Днепр.
25 сентября 1943 года Гудовских первым в своём батальоне переправился через Днепр в районе села Студенец Каневского района Черкасской области Украинской ССР и с ходу вступил в бой с немецкими войсками на западном берегу. 2 октября 1943 года противник предпринял несколько контратак танковыми и пехотными силами с целью сбросить советские войска на плацдарме в реку. Прямо на Гудовских надвигался танк с автоматчиками под его прикрытием. Он прицельным огнём расстреливал вражескую пехоту, а когда танк вплотную приблизился к его окопу, Гудовских подбил его противотанковой гранатой. Всего же в ходе отражения шести немецких контратак Гудовских уничтожил более 20 солдат и офицеров противника и подбил 1 танк. В бою получил ранение, от которого скончался 10 ноября 1943 года. Похоронен в братской могиле в селе Григоровка Каневского района.
Указом Президиума Верховного Совета СССР от 3 июня 1944 года за «мужество, отвагу и героизм, проявленные в борьбе с немецкими захватчиками» красноармеец Иван Гудовских посмертно был удостоен высокого звания Героя Советского Союза. Также посмертно был награждён орденом Ленина.

## Память

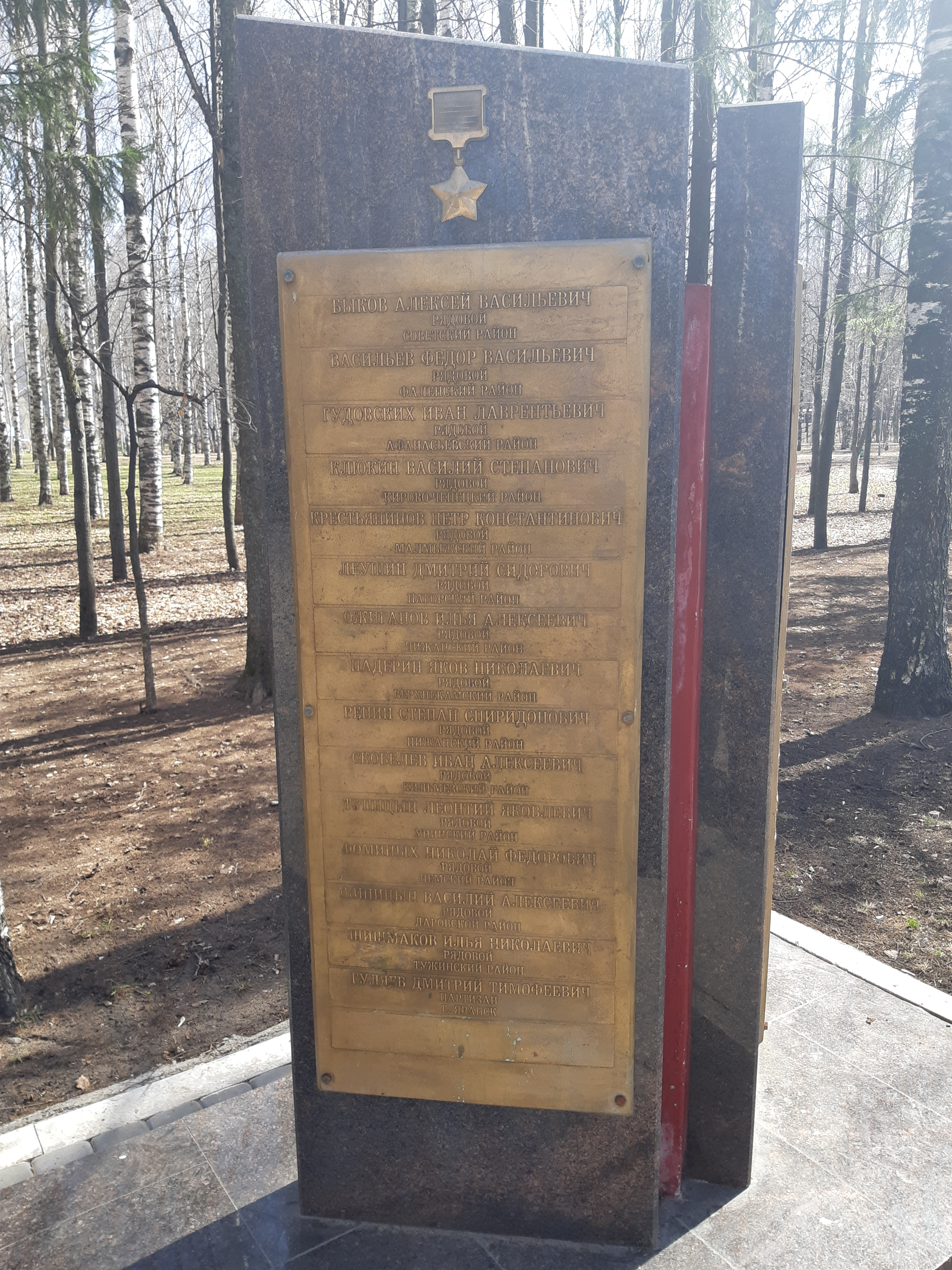
Имя Героя на гранитной стелле в парке Победы в Кирове.

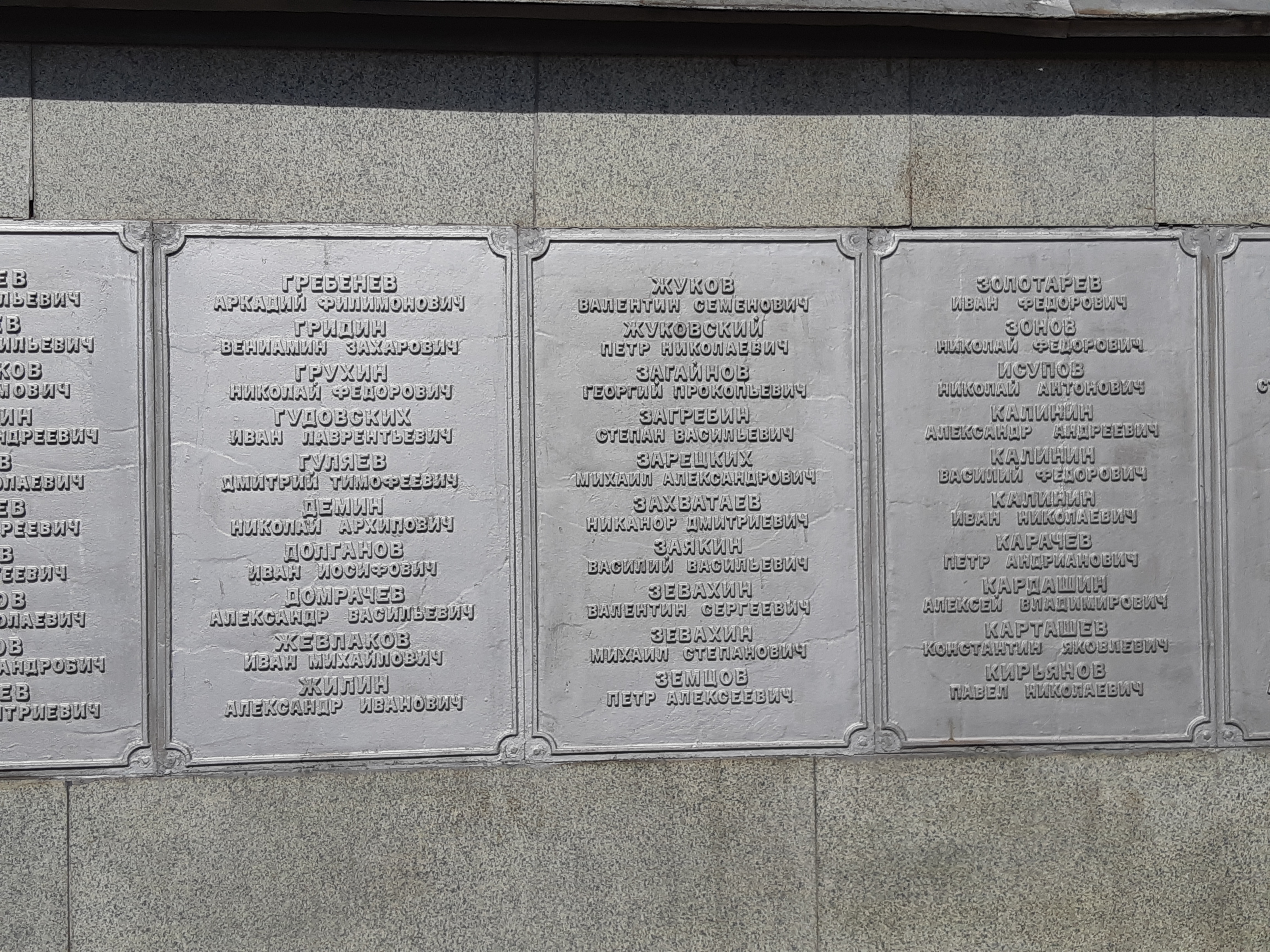
Имя Героя на мемориальной доске в парке Дворца пионеров г. Кирова

- Имя Героя увековечено на мемориальной доске в честь Героев Советского Союза — уроженцев Кировской области в парке Дворца пионеров города Кирова
- Его имя на гранитной стелле в парке Победы в Кирове.
- Имя Героя высечено золотыми буквами в зале Славы Центрального музея Великой Отечественной войны в Парке Победы города Москвы.

- На могиле героя установлен надгробный памятник.
- В честь Гудовских названа улица в посёлке городского типа Афанасьево и Русиновская школа в Афанасьевском районе, в деревне Евдокимово установлена мемориальная доска[1].